# روبرت هيس
روبرت هيس (بالإنجليزية: Robert Hess)‏ هو لاعب شطرنج أمريكي، ولد في 19 ديسمبر 1991 في نيويورك في الولايات المتحدة.

## وصلات خارجية
- روبرت هيس على موقع الاتحاد الدولي للشطرنج (الإنجليزية)
- روبرت هيس على موقع مباريات الشطرنج (الإنجليزية)
- روبرت هيس على موقع 365Chess.com (الإنجليزية)
- روبرت هيس على موقع Chesstempo.com (الإنجليزية)
- روبرت هيس على موقع الاتحاد الأمريكي للشطرنج (الإنجليزية)
- روبرت هيس سجل أولمبياد الشطرنج على موقع OlimpBase.org (الإنجليزية)